# Tayloria indica
Tayloria indica là một loài rêu trong họ Splachnaceae. Loài này được Mitt. mô tả khoa học đầu tiên năm 1859.